# Седлице (район Прешов)
 Седлице — деревня на востоке Словакии в районе Прешов. Расположена в долине реки Сопотницa, на высоте 439 м на южной окраине нагорья Сари и хребта Чьерна Гора. 

## Население
| Год:                | 1994 | 2004    | 2014    | 2024     |
| ------------------- | ---- | ------- | ------- | -------- |
| Количество человек: | 1017 | 1040    | 1057    | 939      |
| Разница:            |      | +2,26 % | +1,63 % | −11,16 % |